# Plotní (Brno)
Plotní je ulice v Brně procházející mezi městskými částmi Brno-střed a Brno-jih, resp. čtvrťmi Trnitá a Komárov. V návaznosti na ulice Dornych a Svatopetrská představuje severo-jižní osu spojující historické centrum Brna s centrem Komárova – Mariánským náměstím. Kolmo ji kříží Zvonařka (úsek městského okruhu) a nadjezd železniční trati u dolního nádraží.

## Pojmenování
Název byl odvozen od polohy ulice, procházela mezi oplocenými zahradami. Do roku 1945 k němu souběžně existoval německý ekvivalent Plankengasse.

## Historie

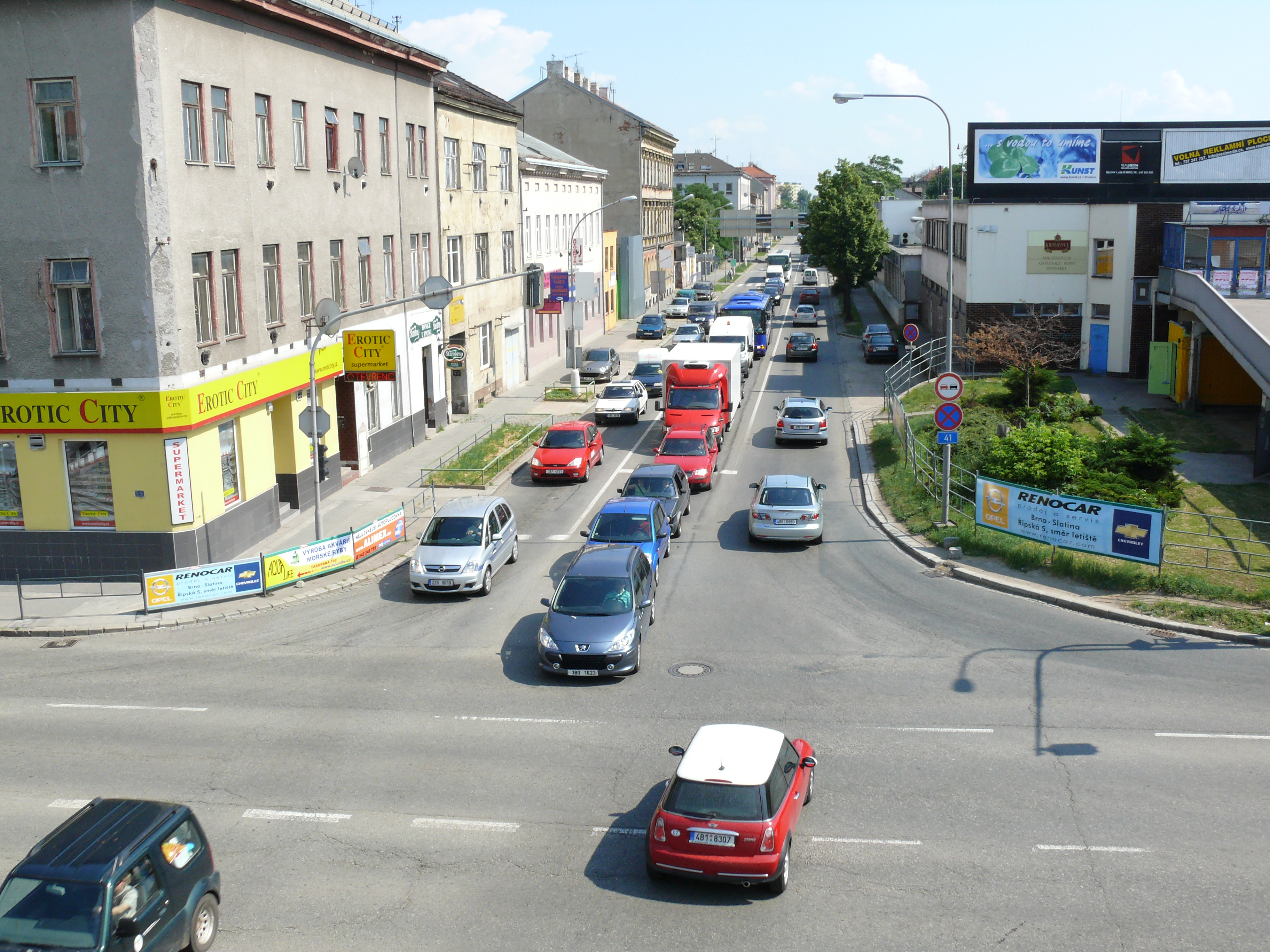
Pohled do Plotní ulice z tehdejší pěší lávky přes Zvonařku, směrem na Komárov (rok 2008)

Ulice se vyvinula z cesty souběžné s Dornychem, z Brna do Komárova (a dále směr Tuřany a Hodonín). Jelikož byla přímější než Dornych, po kterém navíc vedla tramvajová trať, stala se z ní postupně rušná radiála, jejíž význam razantně vzrostl napojením dálnice D2 na tuto výpadovku. Tento stav trval do roku 2018, kdy byla ulice uzavřena k dlouho plánované rozsáhlé přestavbě.

### Tramvaj Plotní
Od března 2018 do června, resp. srpna 2021 byl realizován projekt Tramvaj Plotní, v jehož důsledku byla Plotní ulice uzavřena běžnému automobilovému provozu, který byl přesměrován do víceméně souběžné ulice Dornych, zatímco odtamtud byla do Plotní přeložena tramvajová trať. Rámcový záměr pocházel již z 80. let 20. století. Plánovaná cena projektu byla 1,2 miliardy korun, přičemž asi 700 milionů šlo z prostředků města Brna, zbytek od jiných investorů, jako např. Ředitelství silnic a dálnic, Dopravní podnik města Brna či Teplárny Brno. Jednalo se o první stavbu nové tramvajové tratě v Brně od roku 2008 a zároveň údajně největší brněnskou investici tehdejšího volebního období.
Příprava území k rekonstrukci započala již v říjnu 2010, kvůli nedostatku financí však byla realizace o rok později přerušena. Dalším problémem bylo majetkoprávní vyrovnání s vlastníky pozemků. V letech 2014–2015 byla rovněž v rámci příprav vybudována spojovací ulice mezi Masnou ulicí a Dornychem, provizorně označená jako Nová Agrozet, později Kalová. V prosinci 2017 bylo vyřešeno majetkoprávní vyrovnání ohledně údajně posledního domu bránícího výstavbě.
Projektem Tramvaj Plotní došlo mimo jiné ke zrušení tramvajové smyčky u křižovatky Zvonařka–Dornych, přesunu tramvajové zastávky Zvonařka blíže k autobusovému nádraží (pod názvem Autobusové nádraží, zatímco stejnojmenná autobusová zastávka byla přejmenována na Opuštěnou) a zřízení nové zastávky Železniční u křižovatky se stejnojmennou ulicí. V rámci stavebních prací došlo i k rekonstrukci inženýrských sítí, tedy kabelovodů, vodovodů, horkovodů, plynovodů a kanalizace, do Plotní ulice byl nově zaveden teplovod.
Po stavbě byly kritizovány některé nedodělky a vady, jako např. chybějící (a jinde zbytečně bariérové) pěší propojení zastávky s autobusovým nádražím, jež přitom bylo zhruba ve stejné době rovněž rekonstruováno spolu s vybudováním nové výpravní haly. Dále byly již předem kritizovány nevzhledné protihlukové stěny. Přestavbou vznikl rovněž prostor pro cyklodopravu, i jeho řešení se však stalo terčem kritiky.
Po rekonstrukci je Plotní plně průjezdná jen pro cyklisty a hromadnou dopravu, do úseku při autobusovém nádraží je z obou stran zakázán vjezd motorovým vozidlům. Ve zbytku je jejím středem odděleně vedeno těleso tramvajové trati, takže ulice je směrově rozdělena a není možné ji přejet napříč. Na severu je možný přejezd přes trať v místě budoucí křižovatky s novou propojkou na Dornych, na jižním konci je možné koleje překonat po ulici Kalové.

## Navazující ulice
- Dornych, Ve Vaňkovce
- Zvonařka
- Široká
- Kovářská
- Železniční
- Spěšná
- Kalová
- Svatopetrská (pokračování ve směru)

## Pamětihodnosti
- socha sv. Jana Nepomuckého z r. 1716 (v parčíku na jižním konci ulice)